# Sen Filipa II
Sen Filipa II (Adoracja Imienia Jezus, Alegoria Świętej Ligi) – obraz hiszpańskiego malarza pochodzenia greckiego Dominikosa Theotokopulosa, znanego jako El Greco. obraz sygnowany: doménikos theotokópoulos krès e’poíei.

## Geneza
Obraz został namalowany dla króla hiszpańskiego Filipa II. Swoją pracą El Greco chciał zjednać sobie przychylność króla i otrzymać dalsze zlecenia na udekorowanie powstającego Escorialu. W pierwszych wzmiankach z Escorialu widniał pod tytułem Gloria, ale istniały opinie, iż przedstawiona scena była alegorycznym upamiętnieniem założonej przez papieża z udziałem Hiszpanii, Wenecji i joannitów Świętej Ligi, która odniosła decydujące zwycięstwo w bitwie pod Lepanto, stoczonej w 1571 roku przeciwko Turkom.

Rzeczywistym tematem obrazu była Adoracja Imienia Jezus. Taki tytuł pojawił się po raz pierwszy w 1657 roku w opracowaniu zakonnika Francisca de los Santosa zatytułowanym Descripción del Monasterio de El Escorial. Temat dzieła miał odnosić się do treści Listu św. Pawła do Filipian: 

Bóg wywyższył go i nadał mu imię przewyższające wszelkie imię, aby na imię Jezusa zginało się wszelkie kolano mieszkańców niebios, ziemi i podziemia. (2, 9–11)

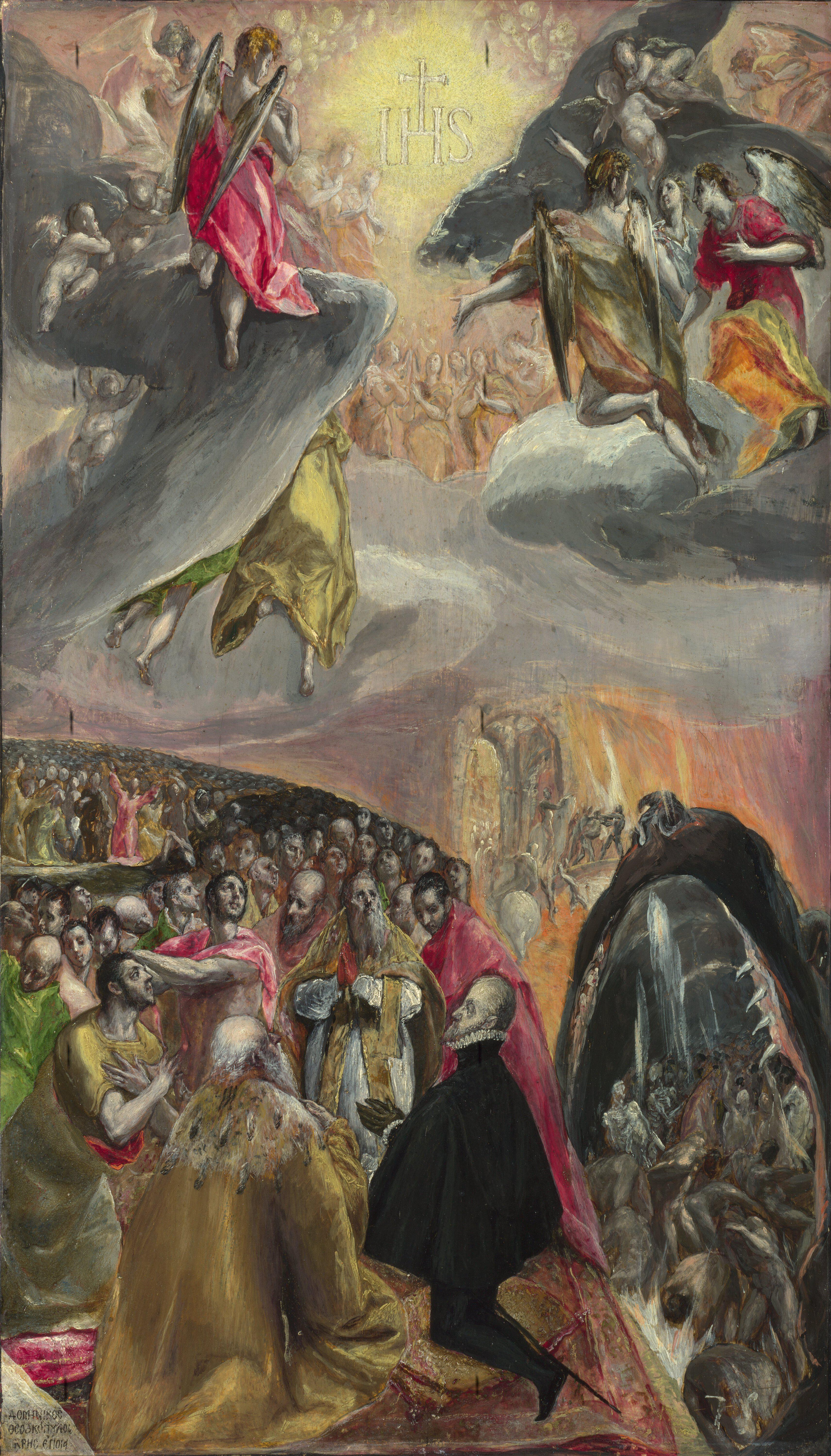
Adoracja imienia Jezus pierwsza wersja Snu Filipa II
ok. 1577
55,1 × 33,8 cm
National Gallery w Londynie

## Opis obrazu
El Greco podzielił kompozycję na dwie części: górną niebiańską z aniołami na pierwszym planie znikającymi w chmurach, skupionymi wokół świetlistego anagramu Jezusa i dolną, ziemską, połączoną na tym samym planie z piekłem. Ziemia jest jak wyspa na której ciśnięte są postacie. Na przodzie wyróżnia się łysogłowa postać cesarza o białej brodzie, w żółtym płaszczu z gronostajowym kołnierzem, zatopiona w modlitwie. Po prawej stronie klęczy sztywna, czarna sylwetka króla Filipa II. Władca klęczy na pięknie zdobionych poduszkach, ma złączone w modlitwie dłonie schowane w czarnych rękawiczkach. Wśród pozostałych zebranych można rozpoznać papieża Piusa V, św. Maurycego i św. Wawrzyńca. Wszystkie te postacie zostały wykonane w weneckim typie; artysta znając uwielbienie Filipa do sztuki włoskiej w ten sposób chciał przypodobać się władcy.
W równie włoskim stylu, zbliżonym do stylu Michała Anioła, została utrzymana prawa część kompozycji. Atletyczne postacie skłębione razem, znikają w żuchwie olbrzymiego potwora. Obraz piekła, nawiązujący do wyobrażeń pochodzących z Bizancjum, El Greco użył już wcześniej w Tryptyku modeńskim w scenie Koronacji chrześcijańskiego rycerza.
Ponad światem ziemskim artysta umieszcza falistą linię na której znajduje się ledwo widoczna brama, przez którą uciekają od jeziora krwi i ognia, maleńkie istoty ludzkie. Bardziej z lewej strony widać ledwo zarysowane widma ludzkie. Być może jest to wizja czyśćca.
El Greco częściowo osiągnął swój cel. Jego praca zainteresowała króla i otrzymał zlecenie namalowania motywu Męczeństwa świętego Maurycego. Artysta zrealizował zamówienie, ale była to jego ostatnia praca wykonana dla króla. W zbiorach londyńskiej Galerii Narodowej znajduje się mniejsza wersja tego obrazu o identycznej kompozycji.